# West Tawakoni
West Tawakoni é uma cidade  localizada no estado norte-americano do Texas, no Condado de Hunt.

## Demografia
Segundo o censo norte-americano de 2000, a sua população era de 1462 habitantes.
Em 2006, foi estimada uma população de 1749, um aumento de 287 (19.6%).

## Geografia
De acordo com o United States Census Bureau tem uma área de
5,4 km², dos quais 5,4 km² cobertos por terra e 0,0 km² cobertos por água. West Tawakoni localiza-se a aproximadamente 139 m acima do nível do mar.

## Localidades na vizinhança
O diagrama seguinte representa as localidades num raio de 16 km ao redor de West Tawakoni.